# محمد خورشيد باشا
محمد خورشيد باشا هو مسؤول في حكومة الدولة العثمانية في عهد السلطان عبد المجيد، صار والياً للحجاز سنة 1870، ووزير العدل والأوقاف ثم مستشاراً للصدر الأعظم سنة 1878، أمرَهُ السلطان عبد المجيد، بمسح منطقة الحدود العراقية الإيرانية وكتابة وصف للأراضي المتاخمة في الدولتين، فكتب كتابه المسمى سياحتنامة حدود.